# (9516) Inasan
(9516) Inasan est un astéroïde de la ceinture principale.

## Description
(9516) Inasan est un astéroïde de la ceinture principale. Il fut découvert le 16 décembre 1976 à Nauchnyj par Lioudmila Tchernykh. Il présente une orbite caractérisée par un demi-grand axe de 3,20 UA, une excentricité de 0,20 et une inclinaison de 2,4° par rapport à l'écliptique.

## Compléments